# بريدج نديلو
بريدج نديلو (مواليد 21 يوليو 2000) هو لاعب كرة قدم فرنسي يلعب في مركز المهاجم في نادي نانت.

## وصلات خارجية
- بريدج نديلو على موقع قاعدة بيانات كرة القدم.إي يو (الإنجليزية)
- بريدج نديلو على موقع Soccerway.com (الإنجليزية)
- بريدج نديلو على موقع عالم كرة القدم.نت (الإنجليزية)
- بريدج نديلو على موقع GSA (الإنجليزية)